# 랑힐 하가
랑힐 글뢰에르센 하가(노르웨이어: Ragnhild Gløersen Haga, 1991년 2월 12일~)는 노르웨이의 크로스컨트리 스키 선수이다. 2018년 동계 올림픽 여자 10km 프리와 계주 종목에서 금메달을 획득했다.